# Lakshmi Sahgal
Lakshmi Sahgal z domu Swaminathan, często określana jako Kapitan Lakshmi (ur. 24 października 1914 w Madrasie, zm. 23 lipca 2012 w Kanpurze) – indyjska lekarka, odznaczona przez prezydenta Indii Kocherila Ramana Narayanana Orderem Padma Vibhushana.
Była rewolucjonistką indyjskiego ruchu niepodległościowego, oficerem Indyjskiej Armii Narodowej i minister spraw kobiet w rządzie Azada Hinda. Sahgal jest powszechnie określana w Indiach jako „Kapitan Lakshmi”, nawiązując do jej rangi, gdy została wzięta do niewoli w Birmie podczas II wojny światowej.

## Wczesne życie
Sahgal urodziła się jako Lakshmi Swaminathan, córka S. Swaminathana, prawnika pracującego w Sądzie Najwyższym w Madrasie i Ammu Swaminathan z domu Ammukutty, pracowniczki socjalnej i działaczki niepodległościowej, pochodzącej z arystokratycznej rodziny Nair, znanej jako rodzina „Vadakkath” z Anakkary w Palakkad, w stanie Kerala. Lakshmi była starszą siostrą Mrinalini Sarabhai i Govinda Swaminathana. W 1938 roku ukończyła studia medyczne, a rok później otrzymała dyplom z ginekologii i położnictwa. Pracowała jako lekarz w szpitalu rządowym Kasturba Gandhi w Triplicane, w pobliżu Ćennaj. W 1940 roku wyjechała do Singapuru, aby leczyć najbiedniejszych i migrujących robotników indyjskich. Tam poznała członków Indyjskiej Armii Narodowej (Azad Hind Fauj]) Subhas Czandra Bose.

## Okres wojny

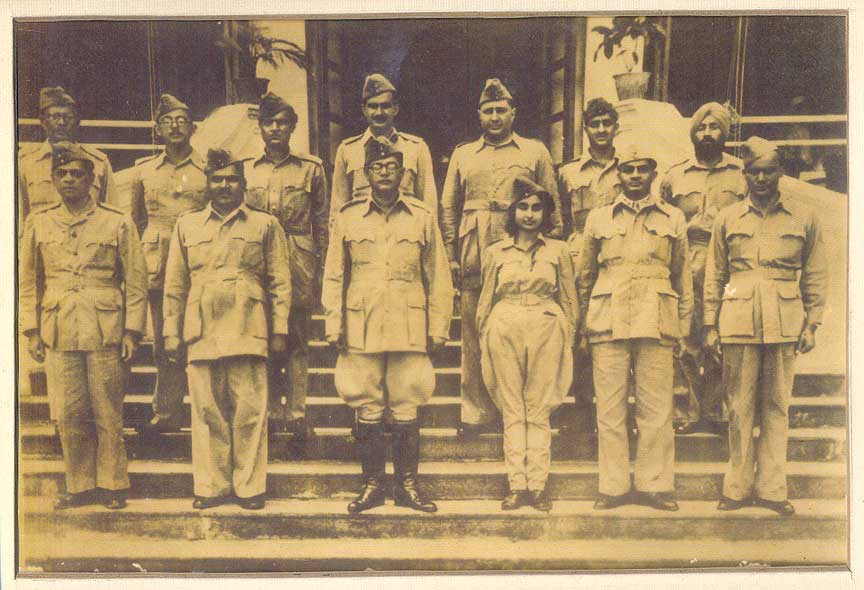
Lakshmi Swaminathan z członkami Indyjskiej Armii Narodowej, 1940

Po poddaniu Singapuru przez Brytyjczyków Japonii w 1942 roku pomagała rannym jeńcom wojennym. Wielu z nich pragnęło utworzenia indyjskiej armii niepodległościowej. Dążenia te doprowadziły do powstania Indyjskiej Armii Narodowej (INA) od przywództwem generała Mohana Singha, jednak nie otrzymała ona aprobaty ze strony okupujących wojsk japońskich. 2 lipca 1943 roku przybył do Singapuru Netaji Subhash Chandra Bose, aby kierować INA. Doktor Lakshmi Sahgal poprosiła o spotkanie z nim w wyniku czego otrzymała mandat na założenie pułku kobiecego Rani Jhansi, do którego kobiety chętnie wstępowały. Jej regiment był wyjątkowo aktywny na froncie i na polu medycznym. Sama Sahgal otrzymała stopień pułkownika. Na stałe przylgnęło do niej określenie „Kapitan Lakshmi” i do końca życia tak właśnie zwracało się do niej wiele osób. 
W grudniu 1944 roku INA maszerowała z armią japońską do Birmy, ale w marcu 1945 roku, gdy fala wojny zwróciła się przeciwko nim, kierownictwo INA zarządziło odwrót, zanim mogli wejść do Imphal. Kapitan Lakshmi została aresztowana przez armię brytyjską w maju 1945 roku. Była przetrzymywana w Birmie do marca 1946 roku.

## Działalność powojenna
W Lahore w marcu 1947 roku wyszła za mąż za pułkownika Prema Kumara Sahgala i osiadła w Kanpur, gdzie pracowała jako lekarka, pomagała uchodźcom i najbiedniejszym. W 1971 roku wstąpiła do Komunistycznej Partii Indii (Marksistowską), zaangażowała się w politykę, działała w związkach zawodowych, a potem w ruchu kobiecym. Podczas kryzysu w Bangladeszu zorganizowała obozy pomocy i pomoc medyczną w Kalkucie dla uchodźców, którzy dotarli do Indii z Bangladeszu. W 1981 roku została wiceprzewodniczącą Ogólnoindyjskiego Demokratycznego Stowarzyszenia Kobiet (AIDWA). 
W 1996 roku została aresztowana za udział w kampanii przeciwko konkursowi Miss World w Bangalore. Kierowała zespołem medycznym pomagającym ofiarom katastrofy w Bhopalu w grudniu 1984 roku, pracowała nad przywróceniem pokoju w Kanpur po zamieszkach skierowanym przeciwko sikhom w 1984 roku, po zamachu na Indirę Gandhi. W 1998 roku została odznaczona przez prezydenta Indii Kocherila Ramana Narayanana Orderem Padma Vibhushana.
W 2002 roku cztery lewicowe partie - Komunistyczna Partia Indii, Komunistyczna Partia Indii (Marksista), Partia Rewolucyjnych Socjalistów i Ogólnoindyjski Blok Postępowy wysunęły kandydaturę Lakshmi Sahgal w wyborach prezydenckich. Była jedynym przeciwnikiem A.P.J. Abdula Kalama, który zwyciężył.  
Sahgal zmarła w dniu 19 lipca 2012 w Kanpur, w wyniku zatrzymania akcji serca, w wieku 97 lat. Zgodnie z jej życzeniem ciało zostało przekazane uczelni medycznej na cele badawcze.